# Lijst van voetbalinterlands Bahama's - Saint Vincent en de Grenadines
Deze lijst van voetbalinterlands is een overzicht van alle officiële voetbalwedstrijden tussen de nationale teams van de Bahama's en Saint Vincent en de Grenadines. De landen speelden tot op heden drie keer tegen elkaar. De eerste ontmoeting, een kwalificatiewedstrijd voor de Caribbean Cup 2007, werd gespeeld op 23 november 2006 in Bridgetown (Barbados). Het laatste duel, een groepswedstrijd tijdens de CONCACAF Nations League 2022/23, vond plaats in Kingstown op 27 maart 2023.

## Wedstrijden
| № | Plaats     | Datum            | Competitie                      | Wedstrijd                          | Uitslag |
| - | ---------- | ---------------- | ------------------------------- | ---------------------------------- | ------- |
| 1 | Bridgetown | 23 november 2006 | Caribbean Cup 2007 kwalificatie | Bahama's − St. Vincent en de Gren. | 2 − 3   |
| 2 | Nassau     | 3 juni 2022      | CONCACAF Nations League 2022/23 | Bahama's − St. Vincent en de Gren. | 1 − 0   |
| 3 | Kingstown  | 27 maart 2023    | CONCACAF Nations League 2022/23 | St. Vincent en de Gren. − Bahama's | 1 − 1   |

## Samenvatting
| Competitie                 | Totaal gespeeld | Winst Bahama's | Gelijk | Winst St. Vincent en de Gren. | Doelsaldo Bahama's – St. Vincent en de Gren. |
| -------------------------- | --------------- | -------------- | ------ | ----------------------------- | -------------------------------------------- |
| CONCACAF Nations League    | 2               | 1              | 1      | 0                             | 2 − 1                                        |
| Caribbean Cup-kwalificatie | 1               | 0              | 0      | 1                             | 2 − 3                                        |
| Totaal                     | 3               | 1              | 1      | 1                             | 4 − 4                                        |

Wedstrijden bepaald door strafschoppen worden, in lijn met de FIFA, als een gelijkspel gerekend.
BFA · A-internationals · Bondscoaches · Statistieken · Bahamaans vrouwenelftal
1970 – 1979 ·
1980 – 1989 ·
1990 – 1999 ·
2000 – 2009 ·
2010 – 2019 ·
2020 − 2029
1970 · 
1971 · 
1972 · 
1973 · 
1974 · 
1975 · 
1976 · 
1977 · 
1978 · 
1979 · 
1980 · 
1981 · 
1982 · 
1983 · 
1984 · 
1985 · 
1986 · 
1987 · 
1988 · 
1989 · 
1990 · 
1991 · 
1992 · 
1993 · 
1994 · 
1995 · 
1996 · 
1997 · 
1998 · 
1999 · 
2000 · 
2001 · 
2002 · 
2003 · 
2004 · 
2005 · 
2006 · 
2007 · 
2008 · 
2009 · 
2010 · 
2011 · 
2012 · 
2013 ·
2014 · 
2015 ·
2016 ·
2017
2018 ·
2019 ·
2020 ·
2021 ·
2022 ·
2023 ·
2024
Amerikaanse Maagdeneilanden ·
Anguilla ·
Antigua en Barbuda ·
Barbados ·
Belize ·
Bermuda ·
Bonaire ·
Britse Maagdeneilanden ·
Cuba ·
Dominica ·
Dominicaanse Republiek ·
Guyana ·
Haïti ·
Jamaica ·
Kaaimaneilanden ·
Nederlandse Antillen ·
Nicaragua ·
Panama ·
Puerto Rico ·
Saint Kitts en Nevis ·
Saint Vincent en de Grenadines ·
Trinidad en Tobago ·
Turks- en Caicoseilanden ·
Venezuela
SVGFF · A-internationals · Vrouwenelftal van Saint Vincent en de Grenadines
Amerikaanse Maagdeneilanden ·
Anguilla ·
Antigua en Barbuda ·
Aruba ·
Bahama's ·
Barbados ·
Belize ·
Bermuda ·
Britse Maagdeneilanden ·
Canada ·
Costa Rica ·
Cuba ·
Curaçao ·
Dominica ·
Dominicaanse Republiek ·
El Salvador · 
Grenada ·
Guatemala ·
Guyana ·
Haïti ·
Honduras ·
Jamaica ·
Kaaimaneilanden ·
Mexico ·
Montserrat ·
Nederlandse Antillen ·
Nicaragua ·
Puerto Rico ·
Saint Kitts en Nevis ·
Saint Lucia ·
Suriname ·
Trinidad en Tobago ·
Turks- en Caicoseilanden ·
Verenigde Staten